# Willem van der Heide

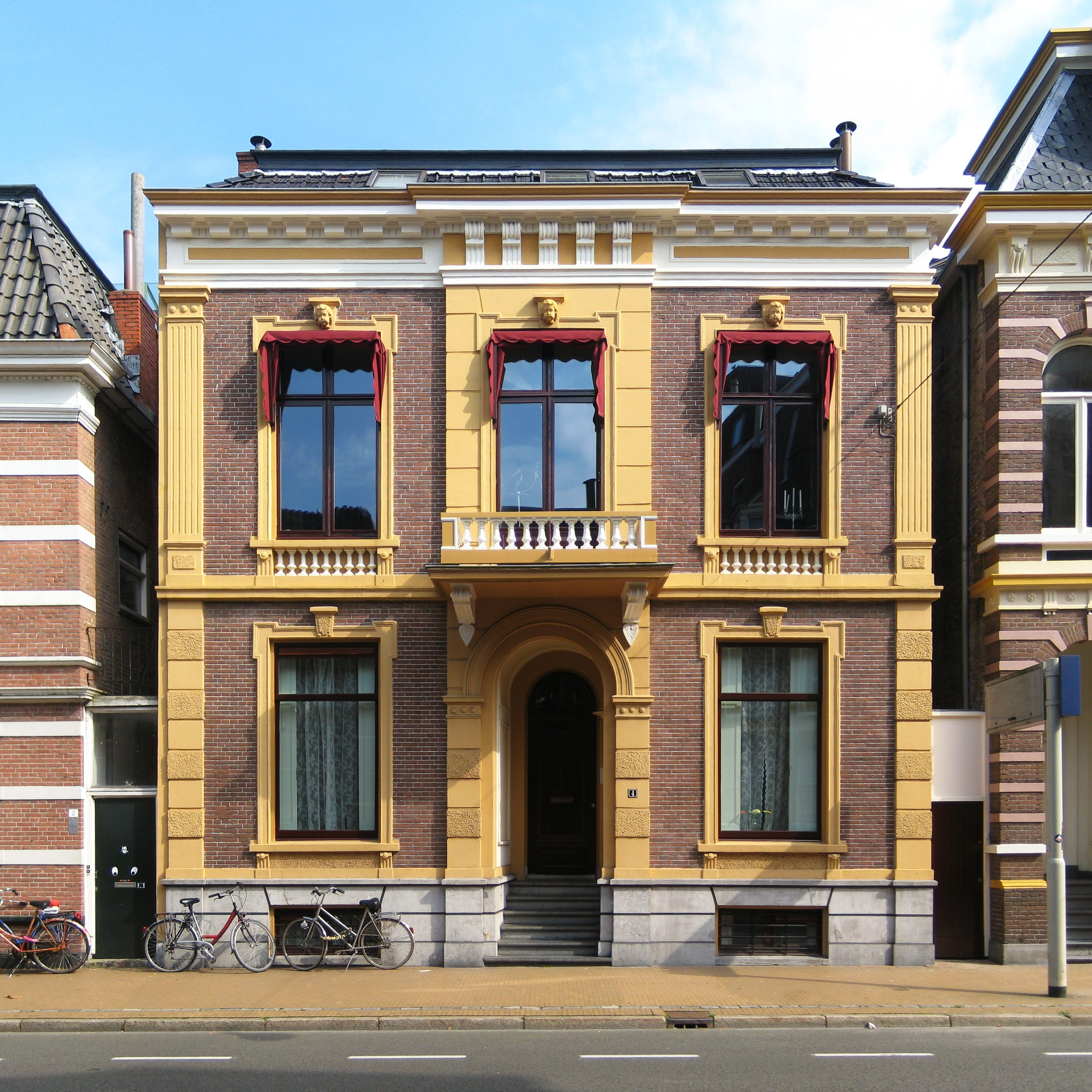
Een door Van der Heide ontworpen herenhuis in neoclassicistische stijl (1882) aan de Stationsstraat in Groningen (2011)

Willem van der Heide (Leeuwarden, 6 april 1840 - Rotterdam, 1 januari 1928), in vakliteratuur meestal W. van der Heide genoemd, was een Nederlandse architect, die vooral werkzaam was in het noorden van het land. Enkele door hem ontworpen bouwwerken in de stad Groningen zijn aangewezen als rijks- of gemeentelijk monument.

## Werken (selectie)
- ca. 1880: Herenhuis aan het Hereplein, Groningen[2]
- 1881: Dubbel herenhuis aan het Hereplein, Groningen[3]
- 1882: Herenhuis aan de Stationsstraat, Groningen[1]
- 1882: Hotel aan de Stationsstraat, Groningen[4]
- 1882: Herenhuis aan de Stationsstraat, Groningen[5]
- 1884: Herenhuis aan de Stationsstraat, Groningen[6]